# Kaichō wa Maid-sama!
Kaichou wa Maid-sama! (会長はメイド様! lit. ¡La presidenta del consejo estudiantil es una sirvienta!?) es una serie de manga de demografía shōjo escrita e ilustrada por Hiro Fujiwara. Es publicada mensualmente en la revista LaLa Monthly, junto a obras como Vampire Knight. Se han publicado 18 tomos recopilatorios a través de la editora Hana to Yume Comics. De abril a septiembre de 2010, se transmitió una adaptación a serie de anime que constó de 26 capítulos y un OVA. Actualmente, el manga es publicado en México por el apartado Panini Manga de Editorial Panini y en España, se encuentra en publicación por Editorial Ivrea.
Fujiwara publicará el próximo 24 de diciembre un crossover con su otra obra Yuki wa Jigoku ni Ochiru no Ka en la revista LaLa. Además, el 10 de febrero de 2017 será publicado en la revista LaLa DX un capítulo especial de la obra.

## Argumento
La preparatoria Seika era un lugar sólo para hombres, pero recientemente se ha convertido en un colegio mixto, contando con apenas 20% de mujeres, ante un 80% de hombres. Allí, Misaki Ayuzawa toma en sus manos el poder, para hacer sentir seguras a las chicas, convirtiéndose en la presidenta del consejo estudiantil. Después de ser elegida, se gana entre los alumnos varones una muy mala fama por otorgar mayor preferencia hacia las mujeres de la escuela, por lo que muchos la odian. Sin embargo, a pesar de su apariencia ruda, Misaki trabaja a medio tiempo en un Maid Caffé Latte. Desafortunadamente, Takumi Usui, el chico más popular en la escuela se interesa en ella tras verla vestida con su uniforme de maid, pero acepta guardarle el secreto. La situación provoca hechos divertidos y románticos a lo largo del manga.

## Personajes

### Principales
Misaki Ayuzawa (鮎沢 美咲 Ayuzawa Misaki?)
Voz por: Sugita Fujimura
Misaki es la protagonista de la historia. Es la primera mujer en convertirse en presidenta del consejo estudiantil en Seika, conocida por ser extremadamente exigente y tener una actitud agresiva hacia los estudiantes varones. Ha intentado sin cesar que los alumnos de Seika cambien su actitud conforme a lo que ella considera que son las normas de comportamiento aceptables, consiguiendo de este modo el título de "Presidenta Demoníaca", por el alumnado masculino. Aunque muchos de los estudiantes varones le tienen miedo e incluso odio, los que la conocen ven que en realidad es muy justa y está dispuesta a ayudar a cualquiera que lo necesite, a pesar de ser tsundere. Con el tiempo es ampliamente respetada por su habilidad académica excepcional, su gran habilidad atlética, y sus logros como presidente. Su actitud negativa hacia los hombres se atribuye principalmente a su padre, ya que este acumuló una enorme deuda, y tras desaparecer un día, dicha deuda se le adjudicó a su familia. Misaki tomó la determinación de asegurarse de que su madre Minako (美奈子?) no trabajaría tan duro para apoyarla tanto a ella y su hermana menor, Suzuna (纱 奈). 
Takumi Usui (碓氷 拓海 Usui Takumi?)
Voz por: Nobuhiko Okamoto
Es el chico más popular en Seika, quien parece tener poco interés y prefiere observar las cosas que ocurren. Demuestra ser extraordinariamente talentoso en un número de campos diferentes, incluyendo: sabe cocinar, tocar el violín, jugar al ajedrez y la etiqueta en la mesa, lo que indica que es proveniente de una familia acomodada. De hecho, es un hijo ilegítimo, su madre era rica (cuyo nombre de soltera es Usui) y tuvo un romance con un hombre japonés desconocido que luego en el manga se revela como "Yu", un mayordomo. Ella murió al dar a luz a Takumi y para mantener este hecho en secreto su abuelo lo mandó a la familia inglesa de su abuela en Japón, por lo que tiene poco contacto con su británico medio hermano mayor. Adoptado por el primo de su madre, la mayor parte de la educación que recibió fue a través de tutores, en parte explica su excelencia académica. Cuando cumplió 17 años, pidió a su tutor que le permitiera asistir al instituto, lo cual aceptó, no sin antes advertirle que no podía mencionar en absoluto la posición de su familia o cualquier información sobre la misma, además de que no podría trabajar (para no levantar sospechas). 
Al ser autorizado por su abuelo y el primo de su madre, elige una escuela -al azar- la cual resulta ser Seika, donde conoce a Misaki Ayuzawa, quien comienza a llamar su atención, después de descubrir que además de ser la Kaichou de su instituto, trabajaba secretamente en un Café de Maids. Ella suele llamarlo extraterrestre pervertido del planeta feromona. En el anime, en el capítulo 6, Usui la besa y le dice "me gustas", de ahí salta desde el último piso por intentar atrapar una foto de ellos dos, pero ésta no responde y simplemente se queda callada y nerviosa. En el manga, después de un tiempo logra que Misaki acepte que también tiene sentimientos hacia él, aunque cuando por fin iba a confesar lo abiertamente, él la interrumpe explicándole que no era el momento de decirlo (debido a que el hermano mayor de Usui había llegado a Japón, con motivos aún desconocidos) y su hermano deja a cargo a un agente para que lo vigile, además de mencionar, su hermano explica que su familia no está de acuerdo con que Usui tenga una relación con Misaki.

### Secundarios

#### Preparatoria Seika
Yukimura Shōichirō (章一郎幸村 Shōichirō Yukimura?)
Voz por: Hiro Shimono
El vicepresidente del Consejo Estudiantil, quien trata de ayudar a Misaki donde puede y goza de rutina de la oficina. Al principio él, al igual que el resto del consejo estudiantil, tiene miedo de Misaki, pero finalmente llega a ser una relación bastante estrecha con ella y Usui. Yukimura es muy trabajador, serio y capaz de hacer trabajo administrativo, pero no es deportivo en lo más mínimo. Su actitud suave, casi femenina y baja estatura le hacen parecer algo débil, un hecho del que es sensible, lamentando su incapacidad por su falta de fuerza y no ser más útil a Misaki. se junta con Kanou para ayudarle a este a enfrentar su miedo a las mujeres.Tiene un poco de temor a Usui, después de que éste lo besara como recompensa por su "duro trabajo", aunque en realidad lo hizo para tranquilizar a Misaki luego de besarla. Yukimura tiene una hermana de siete años llamada Rui (ルイ?).
Hinata Shintani (新谷日向 Shintani Hinata?)
Voz por: Atsushi Abe
Es un amigo de la infancia de Misaki que vino a la Preparatoria Seika en busca de su primer amor, Misaki. Cuando eran niños, él tenía sobrepeso y Misaki lo salvó al caer de un árbol. Él se enamoró de ella, pero pronto se mudó a vivir con su abuelo en el campo cuando sus padres murieron en un accidente automovilístico. Cuando regresa, su aspecto cambia considerablemente, aunque sigue siendo un glotón. Admira la fuerza y el talento de Usui, aunque a este Shintani le es indiferente. Se niega a renunciar a Misaki a pesar de ser plenamente consciente de los sentimientos que ella y de Usui tienen el uno al otro. La madre y la hermana de Misaki se dan cuenta de que se parece físicamente al padre de Misaki, aunque él dice que no abandonaría a la gente que le preocupa. El apodo que Usui le puso es Sanshita-kun, que significa persona insignificante. Pero finalmente, se rinde cuando Misaki y Usui empiezan a salir juntos. 
Naoya Shirokawa (白川直哉 Shirokawa Naoya?)
Voz por: Mitsuhiro Ichiki
Un estudiante en la Preparatoria Seika al que inicialmente no le agrada Misaki debido a sus métodos contundentes para reformar Seika. Él y sus amigos descubren que ella trabaja en una cafetería de Maids a principios de la historia, pero después de que es defendida por Usui, se convierte junto a sus amigos en sus más grandes admiradores, así como habituales clientes del Café Maid Latte. A menudo Misaki se refiere a él y sus amigos como «trío de idiotas». Su apodo es «Shiroyan». En la escuela intermedia era un delincuente conocido como «Demonio Blanco» (白い悪魔 Shiroi akuma?). 
Ikuto Sarashina (イクト更科 Sarashina Ikuto?)
Voz por: Takuma Terashima
Es el segundo del «trío de idiotas», que incluye a Shirokawa y Kurosaki. Es un otaku de armario- Él es realmente bueno dibujando ilustraciones de mangas y le gusta escribir. Sus amigos lo llaman «Ikkun». 
Ryūnosuke Kurosaki (黒崎龍之介 Kurosaki Ryūnosuke?)
Voz por: Yoshimasa Hosoya
Es el tercer miembro del «trío de idiotas» que visitan con frecuencia Cafe Maid Latte, apodado «Kurotatsu». Es conocido por ser pervertido y gustar de «cosas eróticas». También era un delincuente en la escuela media con Shiroyan. 
Kanou Sōtarō (宗太郎加納 Sōtarō Kanō?)
Voz por: Kōsuke Toriumi
Un estudiante de primer año que tiene habilidades hipnóticas. Tiene cierto miedo hacia las chicas, por eso intenta sabotear el plan de Misaki de traer más chicas a la Preparatoria Seika, aunque finalmente es derrotado por Usui y Misaki. Más tarde se hace buen compañero del vicepresidente Yukimura, ya que tiene rasgos femeninos, por lo que piensa si pasa más tiempo junto a él podrá eliminar su temor hacia las chicas. 
Sakura Hanazono (桜 Hanazono Sakura?)
Voz por:  Kana Hanazawa
Es una compañera y amiga de Misaki. A ella le gusta cotillear con Shizuko sobre la vida personal de Misaki. Es fan de los UxMishi, una conocida banda de rock y está enamorada de Kuuga, el cantante principal de la banda. A pesar de que Kuuga la tratara muy mal, ella no se rindió, hasta que Kuuga también nota que ella es la única persona que permaneció a su lado a pesar de todo.
Shizuko (静子 Shizuko?)
Voz por: Yū Kobayashi
Es una compañera y amiga de Misaki. No habla mucho, pero le gusta saber lo que le pasa por la mente a Misaki. Lleva gafas al igual que todos en su familia. Además, usualmente echa chispas cuando Sakura habla de su amor platónico, Kuuga. Mas cambia un poco de actitud al enamorarse de Suzuki Hideki.

#### Maid Latte
Satsuki (さつき?)
Voz por: Aki Toyosaki
La gerente de Café Latte y jefe de Misaki. Una mujer de 30 años que tiene una tendencia a dar voz a sus fantasías. Ella es una mujer alegre que disfruta su trabajo ya que le permite hacer felices a los demás. Es muy comprensiva de las circunstancias de Misaki, sabiendo que Misaki no encuentra un placer especial al trabajar en un café de Maids. Es perceptiva de los sentimientos de otras personas. También contrata a Usui como cocinero a tiempo parcial, muy a pesar de Misaki. 
Honoka (ほのか?)
Voz por: Kana Asumi
Una empleada en el Café Latte. Tiene 20 años y puede llegar a ser un poco maniática respecto a su trabajo, llegando a criticar a Misaki por su resistencia inicial a la actuación en partes fuera de su zona de confort, así como por avergonzarse de trabajar en el Maid Latte y ocultarlo de sus compañeros.
Erika (エリカ?)
Voz por: Mariya Ise
Una estudiante universitaria que trabaja en el Café Latte. Ella observa que Misaki es fuerte y recoge el trabajo rápidamente, y afirma que no tiene envidia del hecho que Misaki es más joven que ella. Tiene una tendencia a escuchar y se describe como tener un fetiche por la «voz». 
Subaru (すばる?)
Voz por: Kana Ueda
Una empleada en el Café Latte. Al igual que Honoka, ella no tiene un trabajo a tiempo completo y hace una vida de trabajo a tiempo parcial. Considera que Misaki trabaja duro. 
Sayu (さゆ?) y Gon-chan (ゴンちゃん?)
Voz por: Harumi Sakurai y Yuko Gibu
Sayu tiene 18 años y Gon-chan 20 años de edad. No aparecen con frecuencia. 
Aoi Hyōdō (葵兵頭?)
Voz por: Hiromi Igarashi
El hijo del hermano mayor de Satsuki y un estudiante de secundaria que disfruta de vestirse como una chica. Le gustan las «cosas bonitas» y ser el centro de atención. Sus rasgos andróginos le permiten hacerse pasar por una chica, siendo conocido como un Idol de internet. Disfruta jugando con los sentimientos de los hombres, pero finalmente se expone como un niño ante Misaki. Generalmente tiene mal genio y poca paciencia. A él le da vergüenza hacer algo bueno o mostrar afecto por alguien, enojándose de repente, sin poder demostrar sus verdaderos sentimientos. Debido a esto, se le podría considerar un personaje tsundere. Misaki cree que él la odia, ya que con frecuencia le regaña por su vestimenta y actitud poco femenina. Aun así, parece que tiene algún tipo de interés en ella. Más tarde, le grita a Misaki por no ser más decisiva sobre su relación con Usui y por darle esperanzas a Shintani, aunque fuese sin querer.

## Media

### Manga
Es un manga escrito e ilustrado por Hiro Fujiwara, serializado en la revista LaLa de la editorial Hakusensha. Cuenta con un total de 18 volúmenes.

#### Lista de volúmenes
| N.º | Título       | Fecha de lanzamiento    | ISBN original      |
| --- | ------------ | ----------------------- | ------------------ |
| 1   | «Volumen 1»  | 5 de septiembre de 2006 | ISBN 4592184319    |
| 2   | «Volumen 2»  | 5 de febrero de 2007    | ISBN 9784592184324 |
| 3   | «Volumen 3»  | 4 de agosto de 2007     | ISBN 9784592184331 |
| 4   | «Volumen 4»  | 5 de diciembre de 2007  | ISBN 9784592184348 |
| 5   | «Volumen 5»  | 2 de mayo de 2008       | ISBN 9784592184355 |
| 6   | «Volumen 6»  | 5 de septiembre de 2008 | ISBN 9784592186861 |
| 7   | «Volumen 7»  | 3 de abril de 2009      | ISBN 9784592186878 |
| 8   | «Volumen 8»  | 4 de septiembre de 2009 | ISBN 9784592186885 |
| 9   | «Volumen 9»  | 5 de abril de 2010      | ISBN 9784592186892 |
| 10  | «Volumen 10» | 4 de junio de 2010      | ISBN 9784592191803 |
| 11  | «Volumen 11» | 5 de agosto de 2010     | ISBN 9784592191810 |
| 12  | «Volumen 12» | 4 de febrero de 2011    | ISBN 9784592191827 |
| 13  | «Volumen 13» | 5 de agosto de 2011     | ISBN 9784592191834 |
| 14  | «Volumen 14» | 3 de febrero de 2012    | ISBN 9784592191841 |
| 15  | «Volumen 15» | 6 de julio de 2012      | ISBN 9784592191858 |
| 16  | «Volumen 16» | 5 de febrero de 2013    | ISBN 9784592191865 |
| 17  | «Volumen 17» | 5 de agosto de 2013     | ISBN 9784592191872 |
| 18  | «Volumen 18» | 5 de febrero de 2014    | ISBN 9784592191889 |

### CD Drama
A continuación se muestra la lista de personajes y sus respectivos actores de voz.
| Personaje          | Actor            |
| ------------------ | ---------------- |
| Misaki Ayuzawa     | Sanae Kobayashi  |
| Takumi Usui        | Nobuhiko Okamoto |
| Shōichirō Yukimura | Hiro Shimono     |
| Naoya Shirakawa    | Hiroyuki Yoshino |
| Ikuto Sarashina    | Tetsuya Kakihara |
| Ryūnosuke Kurosaki | Yūichi Nakamura  |
| Aoi Hyōdō          | Yuki Kaida       |
| Satsuki            | Rie Tanaka       |

## Anime
La revista anunció que se produciría una adaptación al anime de 26 capítulos de la historia. El anime fue emitido en TBS y BS-TBS durante la temporada de primavera de 2010 y producido por J.C.Staff. En abril de 2010 reveló que la fecha de emisión sería el 1 de abril de 2010 a las 1:00 a. m.. La adaptación también estuvo presente en el Tokyo International Anime Fair con Ayumi Fujimura, Nobuhiko Okamoto, Kana Hanazawa y la asistencia de Yū Kobayashi.
Se anunció oficialmente la salida de un capítulo especial de anime para el 27 de abril de 2011 incluido en el décimo volumen, también a cargo de J.C. Staff. Por motivos del terremoto ocurrido en Japón, este capítulo especial se pospuso para el 11 de mayo de 2011.

### Lista de episodios
| N.º | Título                                                                        | Estreno                  |
| --- | ----------------------------------------------------------------------------- | ------------------------ |
| 1   | «Misaki-chan wa Meido-sama! (美咲ちゃんはメイド様!)»                          | 1 de abril de 2010       |
| 2   | «Gakuensai demo Meido-sama! (学園祭でもメイド様!)»                            | 8 de abril de 2010       |
| 3   | «Misaki wa Nani Iro? Tennen Shoku? (美咲は何色?天然色?)»                      | 15 de abril de 2010      |
| 4   | «Netto Aidoru Aoi-chan (ネットアイドルAOIちゃん)»                             | 22 de abril de 2010      |
| 5   | «Hajimete no Orusuban (初めてのお留守番)»                                     | 29 de abril de 2010      |
| 6   | «Otoko・Ayuzawa Juku! (男・鮎沢塾!)»                                          | 6 de mayo de 2010        |
| 7   | «Miyabigaoka Gakuen Seitokaichō Tōjō (雅ヶ丘学園生徒会長登場)»                | 13 de mayo de 2010       |
| 8   | «Misaki, Miyabigaoka Gakuen e (美咲、雅ヶ丘学園へ)»                           | 20 de mayo de 2010       |
| 9   | «Momotarō made mo Meido-sama (桃太郎までもメイド様)»                          | 27 de mayo de 2010       |
| 10  | «Sakura no Koi wa Indīzu (さくらの恋はインディーズ)»                          | 3 de junio de 2010       |
| 11  | «"Usui Takumi no Himitsu ni Semaru! (碓氷拓海の秘密に迫る!)»                  | 10 de junio de 2010      |
| 12  | «Taiikusai demo Meido-sama (体育祭でもメイド様)»                              | 17 de junio de 2010      |
| 13  | «Baka to Furyō to Hīrō to (バカと不良とヒーローと)»                           | 24 de junio de 2010      |
| 14  | «Ichinen Nanakumi Kanō Sōtarō (1年7組 叶爽太郎))»                             | 1 de julio de 2010       |
| 15  | «Gakkō Kengaku-kai de Megane Usagi (学校見学会で眼鏡うさぎ)»                  | 8 de julio de 2010       |
| 16  | «Umi no Ie de mo Meido Rate (海の家でもメイドラテ)»                           | 15 de julio de 2010      |
| 17  | «Usui, Teki ni Mawaru (碓氷、敵に回る)»                                       | 22 de julio de 2010      |
| 18  | «Meido-sama de mo Futtoman (メイド様でもフットマン)»                          | 29 de julio de 2010      |
| 19  | «Pea Kuminaoshi de Futtoman (ペア組み直しでフットマン)»                       | 5 de agosto de 2010      |
| 20  | «Fukukaichō wa Ōji-sama!? (副会長は王子様!?)»                                 | 12 de agosto de 2010     |
| 21  | «Usui no raibaru? Shintani Hinata (碓氷のライバル？深谷陽向)»                 | 19 de agosto de 2010     |
| 22  | «Rinkan gakkō onigokko (林間学校オニごっこ)»                                  | 26 de agosto de 2010     |
| 23  | «Suītsu ōmori meido rate (スイーツ大盛りメイドラテ)»                          | 2 de septiembre de 2010  |
| 24  | «Rate Majikku de Meromerorin ♥ (ラテ・マジックでメロメロリン ♥)»              | 9 de septiembre de 2010  |
| 25  | «Hinata to Misaki to Usui-kun (陽向と美咲と碓氷くん)»                         | 16 de septiembre de 2010 |
| 26  | «Zurusugiruyo Ayuzawa, Usui no Aho! (ずるすぎるよ鮎沢、碓氷のアホ！)»         | 23 de septiembre de 2010 |
| OVA | «Omake dayo (Shinsaku Tokubetsu Episōdo) (おまけだよ （新作特別エピソード）)» | 11 de mayo de 2011       |

## Recepción
Connie C. describió el manga como "bastante entretenido", dejando claro que la temática de géneros es un poco sexista, pero continuaría leyendolo por el "placer culposo". Deb Aoki dijo que el ambiente del café de sirvientas provee fanservice y una forma de criticar los roles de género. Por el contrario, Johanna Draper Carlson siente que la historia es una "fantasia para hombres, donde la chica fuerte, lista y tímida se convierte en sirviente de un hombre. Divertida de leer hasta que te das cuenta del verdadero mensaje de la historia".
Robert Harris apunta sobre el clásico inicio de la historia, pero el manga se disfruta gracias a los personajes. Leroy Douresseaux en cambio, critica que el personaje Takumi no lo convence y solo es un "truco barato" hecho para salvar a Misaki cuando lo necesita. Carlo Santos encontró que la premisa fue muy "otaku", pero aprecia la falta de fanservice y las escenas ecchi las sirvientas en el café, dejando claro que la serie es un shōjo. También apreció la química existente entre los protagonistas; aunque critica los estereotipos de la trama y los personajes. Connie C. describió el segundo volumen del manga como aceptable, dejando claro que la trama dejaba ver el estereotipo de las clásicas series con eventos deportivos y nuevos alumnos.